# Stockholms stads byggnadsritningar

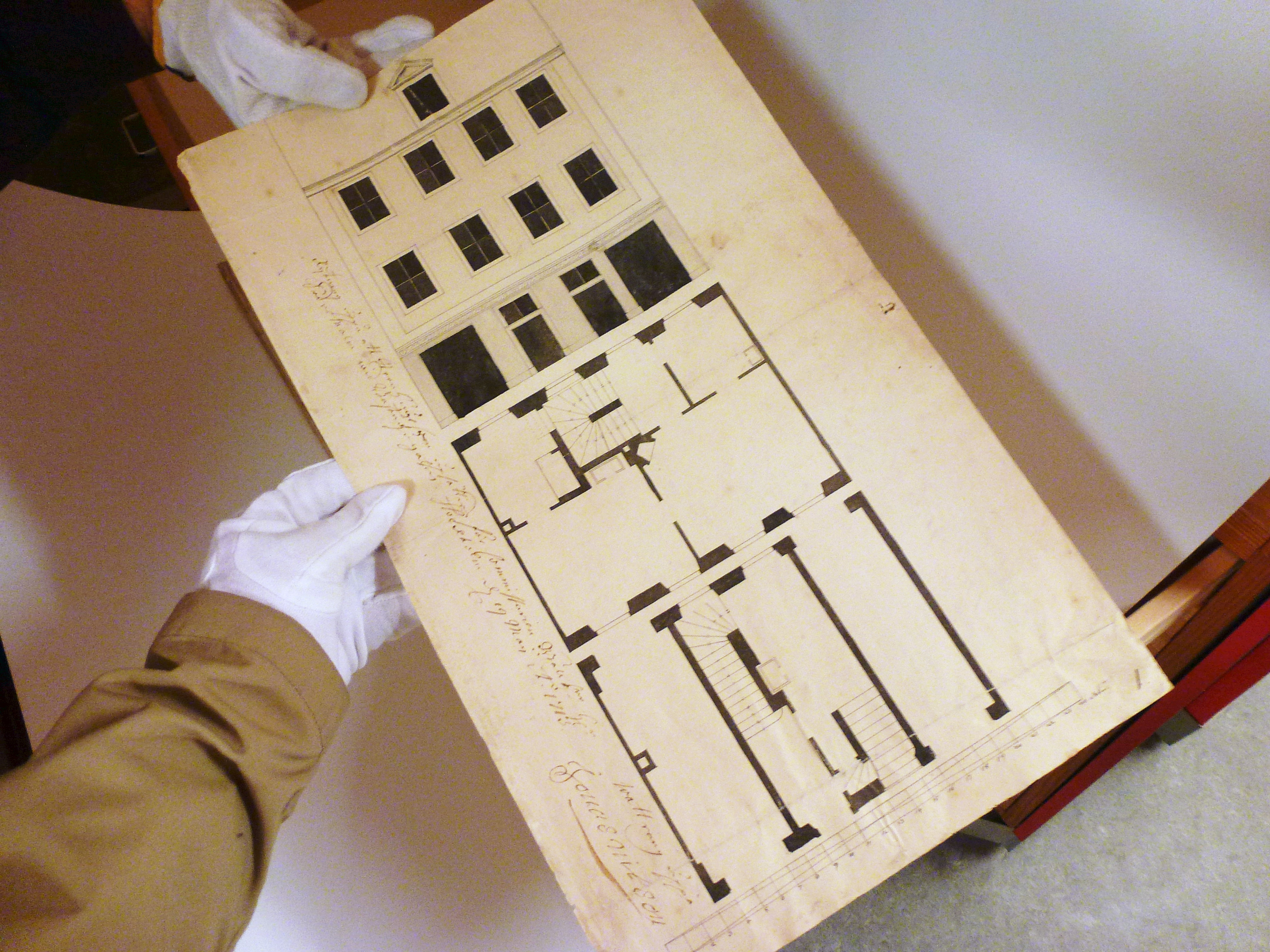
Stockholms stads äldsta bevarade bygglovsritning som ingår i världsminnet avser ett privathus i kvarteret Guldfjärden vid dagens Guldgränd. Ritningen är daterad 19 maj 1713 och signerades av Jonas Nilson.

Stockholms stads byggnadsritningar är en unik arkivserie byggnadsritningar över huvuddelen av alla hus som byggts eller byggts om i Stockholm under tidsperioden 1713–1978. Arkivet har år 2011 utsetts av Unesco till världsminne. Sedan 2019 finns ritningsarkivet på Stadsarkivet Liljeholmskajen vid Sjöviksvägen 126 i Årstadal.

## Arkivets omfattning

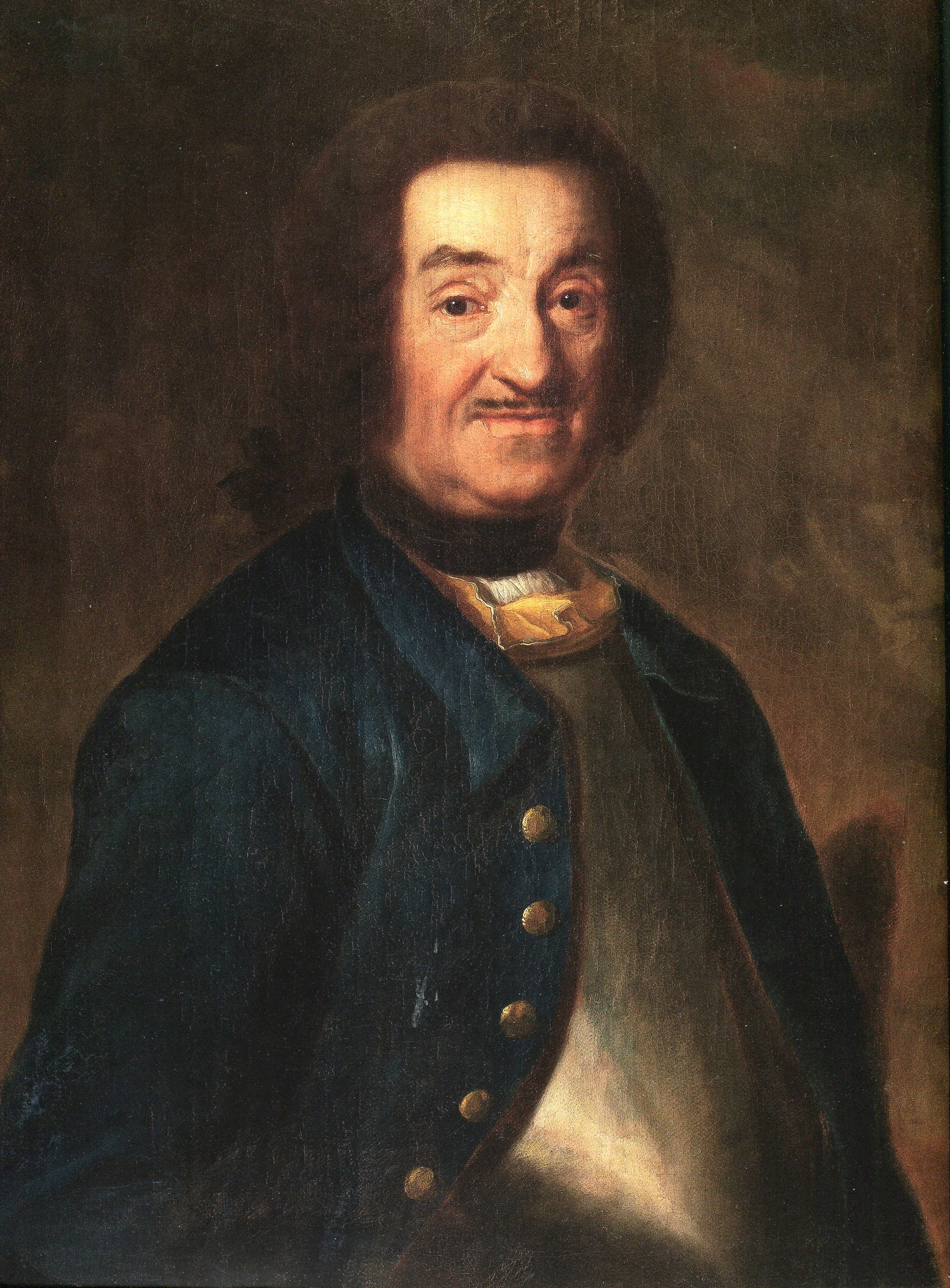
J.E. Carlberg.

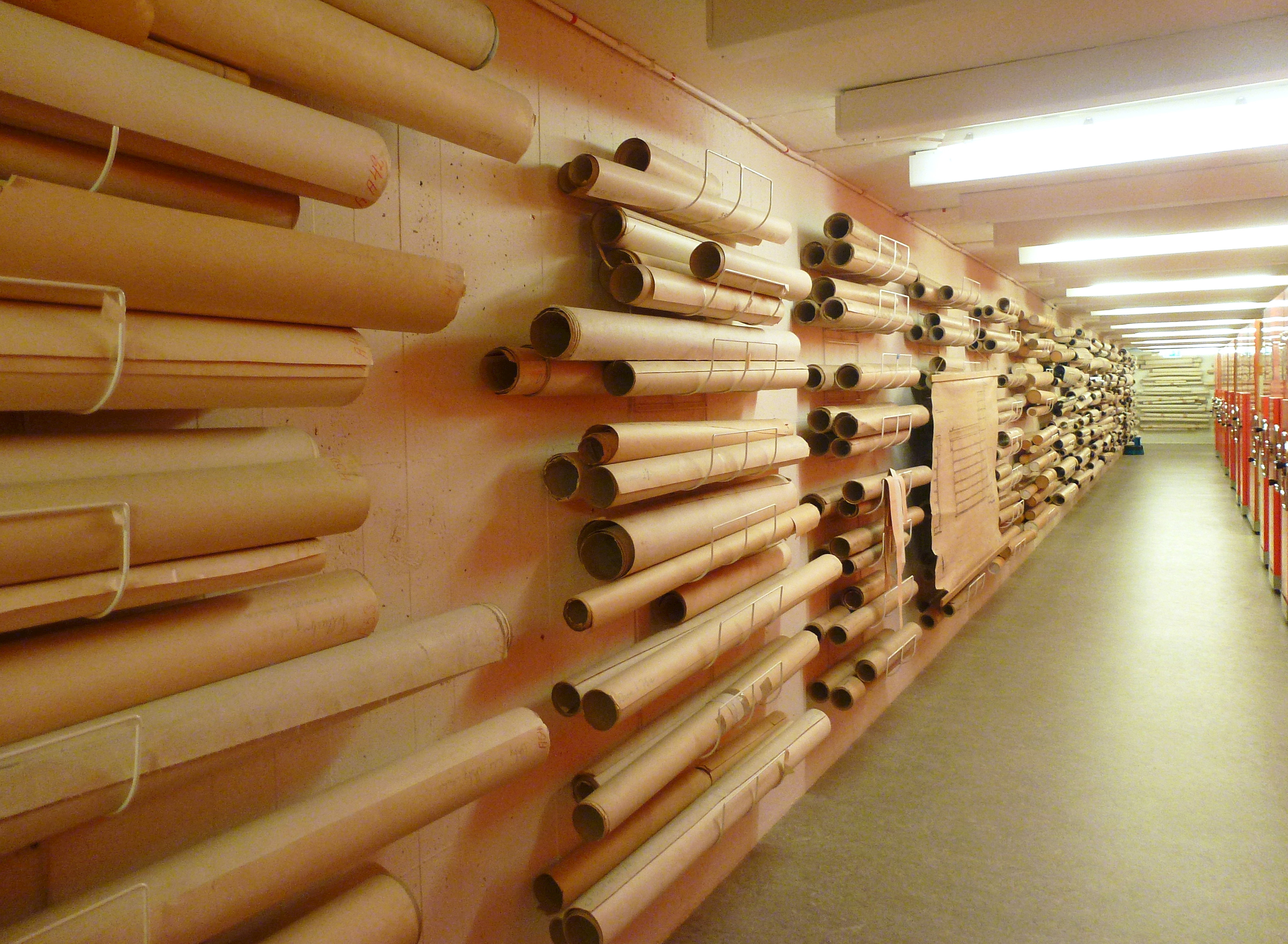
Gamla ritningsarkivet, på Kungsklippan.

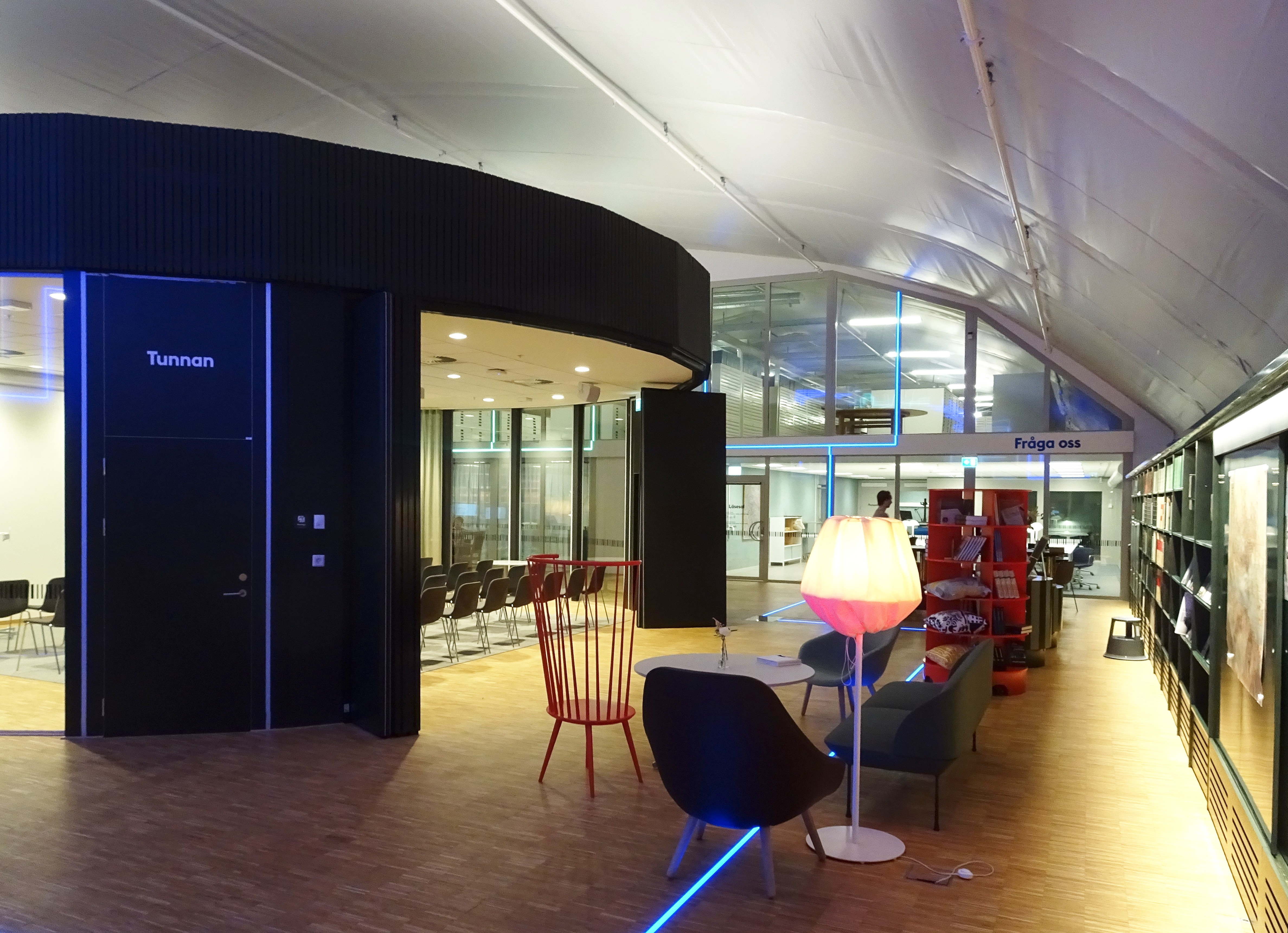
Nya ritningsarkivet, Liljeholmskajen, 2019.

Johan Eberhard Carlberg, Stockholms stadsarkitekt 1727–1773, anses vara grundaren av det unika ritningsmaterialet som omfattar inlämnade bygglovsritningar över en period av 300 år. År 1736 kom en förordning som ålade varje person som önskade bygga ett nytt eller bygga om ett existerande hus att lämna in en kopia på ritningen till stadens myndigheter. Det innebär att i princip samtliga hus i Stockholm är dokumenterade efter 1736. Det anses vara mycket ovanligt att information om en stads arkitektoniska och byggnadsmässiga historia har bevarats på ett så samlat sätt som i Stockholm.
Arkivet omfattar cirka 2,5 miljoner ritningar varav allt mellan 1713 och 1874 digitiserats och är tillgänglig på Stadsarkivets webbplats. Ritningarna från 1875 fram till idag finns digitaliserade och tillgängliga via Bygg- och plantjänsten eller fram till 1978 i original hos Stadsarkivet. På Stockholms stadsarkiv kan allmänheten ta del av samtliga ritningar med undantag för byggnader som är klassade som skyddsobjekt. 
Den äldsta bevarade ritningen är från 19 maj 1713 och gäller nybyggnad av ett privathus i kvarteret Guldfjärden vid Bastugatan. Byggherre var ”välborne kommissarien herr Wattrang” och ritningen upprättades av Jonas Nilsson. Huset finns inte kvar längre, det revs i slutet av 1930-talet när Södergatan sprängdes fram genom Södermalms norra delar. På dess plats står sedan 1989 Hilton Stockholm Slussen.
Dokumentationen av bygglovsritningar sträcker sig fram till 1978. Senare bygglovshandlingar finns digitalt på Stockholms stadsbyggnadskontor och ingår inte i världsminnet. Statligt uppförda byggnader ingår inte heller i arkivet, dessa förvaras på Riksarkivet respektive i Slottsarkivet och Krigsarkivet.
Bland ritningarna och planerna finns allt från små stugor på Stockholms malmar från 1700-talet till stora privatpalats och villor, skolor, kontor, bostadshus, kyrkor samt 1900-talets varuhus, industrikomplex och förortens miljonprogrambebyggelse. Bland upphovsmän finns samtidens kända arkitekter och murmästare. De flesta av de mycket tidigt avbildade byggnaderna existerar inte längre, vilket gör ritningarna till ett särskilt värdefullt dokument över en svunnen stad.

## Frimärke
År 2013 fyllde Stadsarkivets arkiv av byggnadsritningar 300 år eftersom den första ritningen är från 1713. För att uppmärksamma denna händelse utgavs i mars 2013 en serie av fem frimärken med temat ”Stockholms stads byggnadsritningar”. Dessa visar Kryddkrämare Ericssons hus (1795), Gröna gården (1854), Bredenbergs varuhus (1935), en villa i Södra Ängby (1935) och Kulturhuset (1971–1974). Valören är 12 kr, för utrikes brev.

## Akvarellerade ritningar ur arkivet (urval)

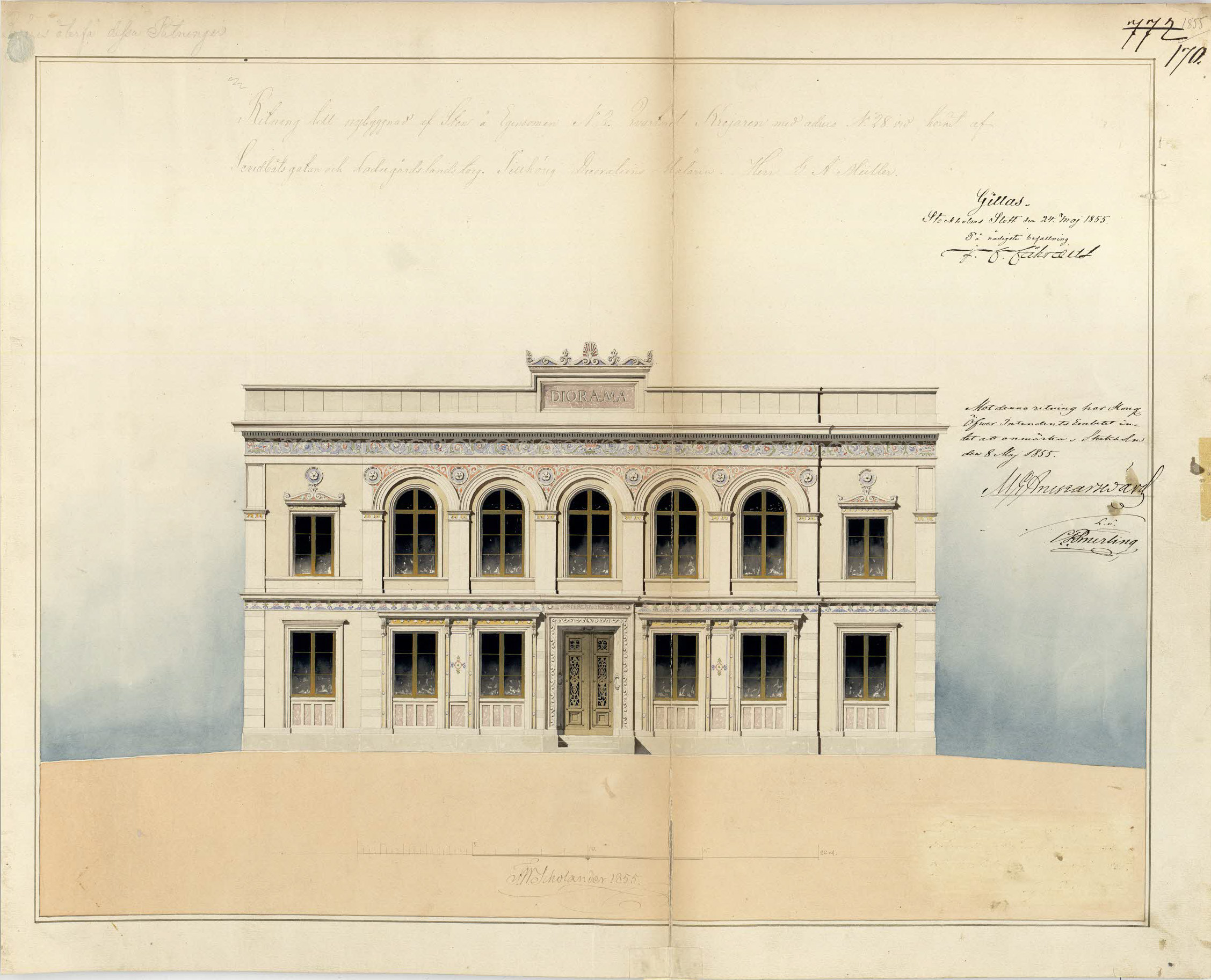
Diorama på Ladugårdslandet, Fredrik Wilhelm Scholander, 1855
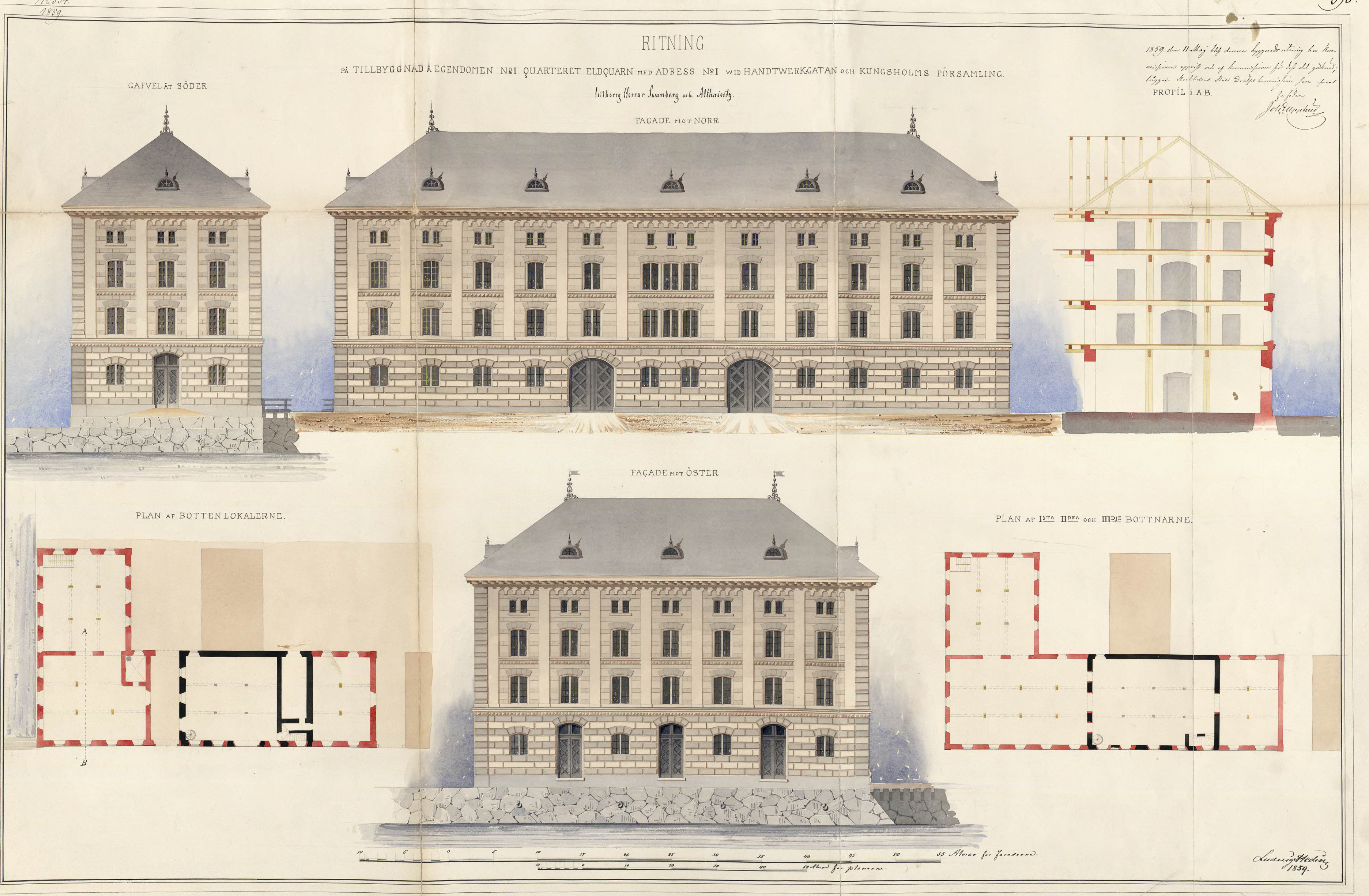
Eldkvarn, Ludvig Hedin, 1859
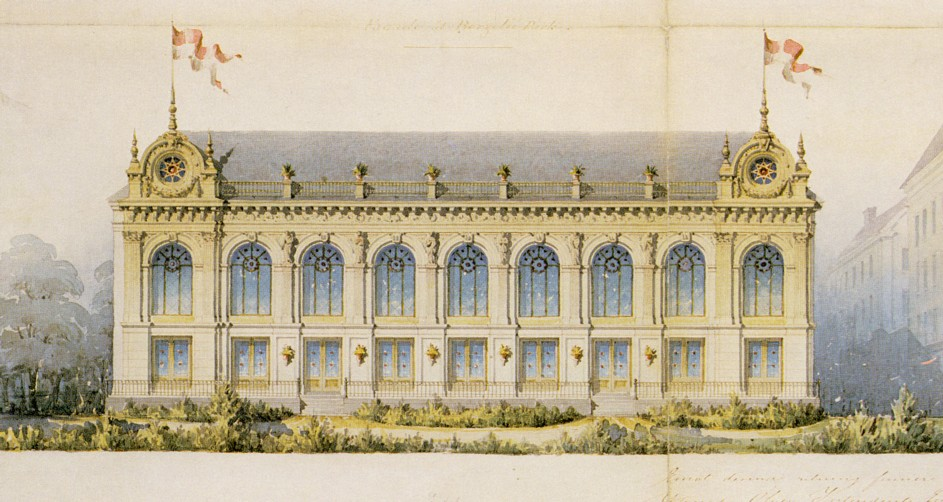
Berns salonger, Johan Fredrik Åbom, 1862
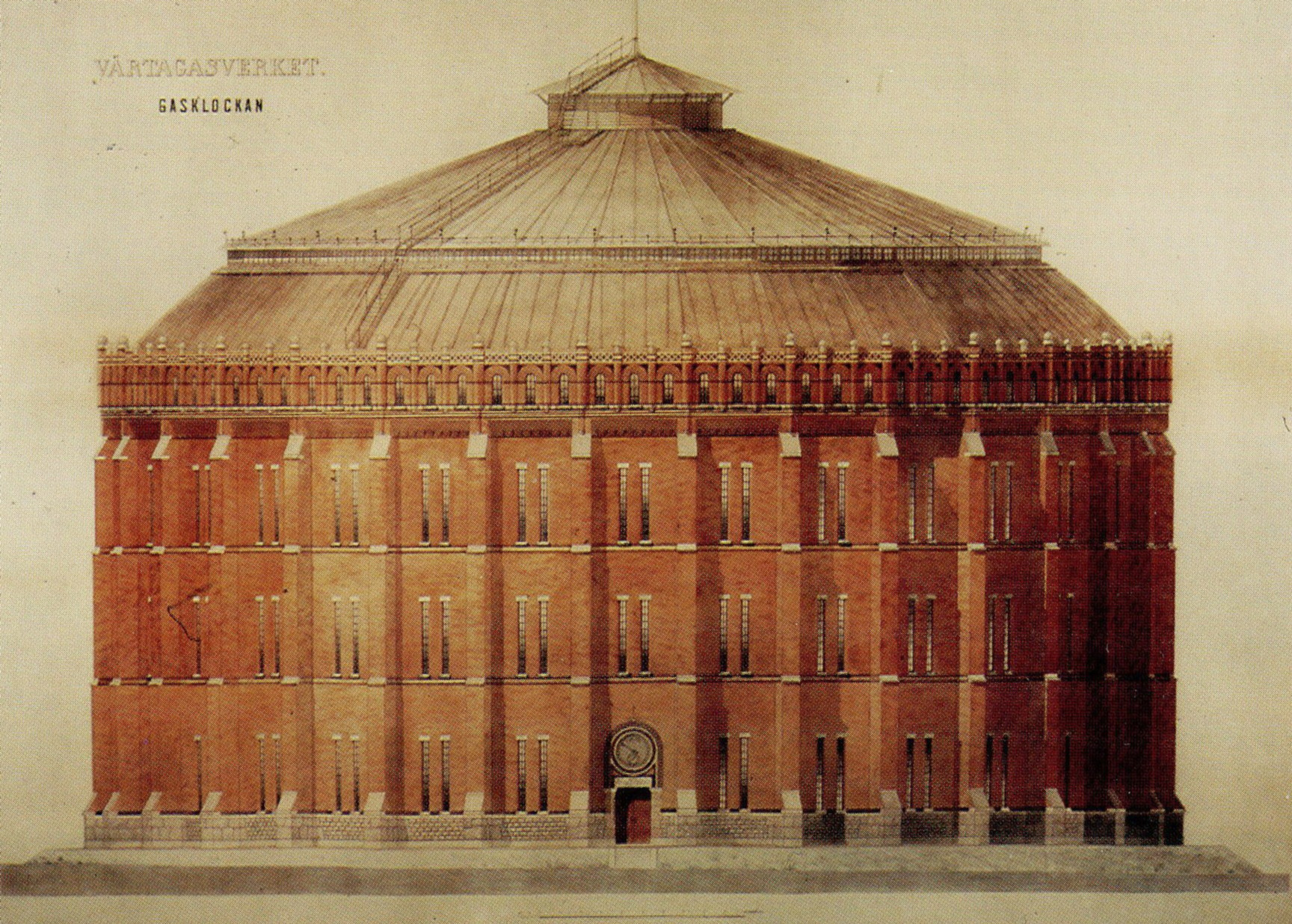
Värtagasverkets gasklocka, Ferdinand Boberg, 1890

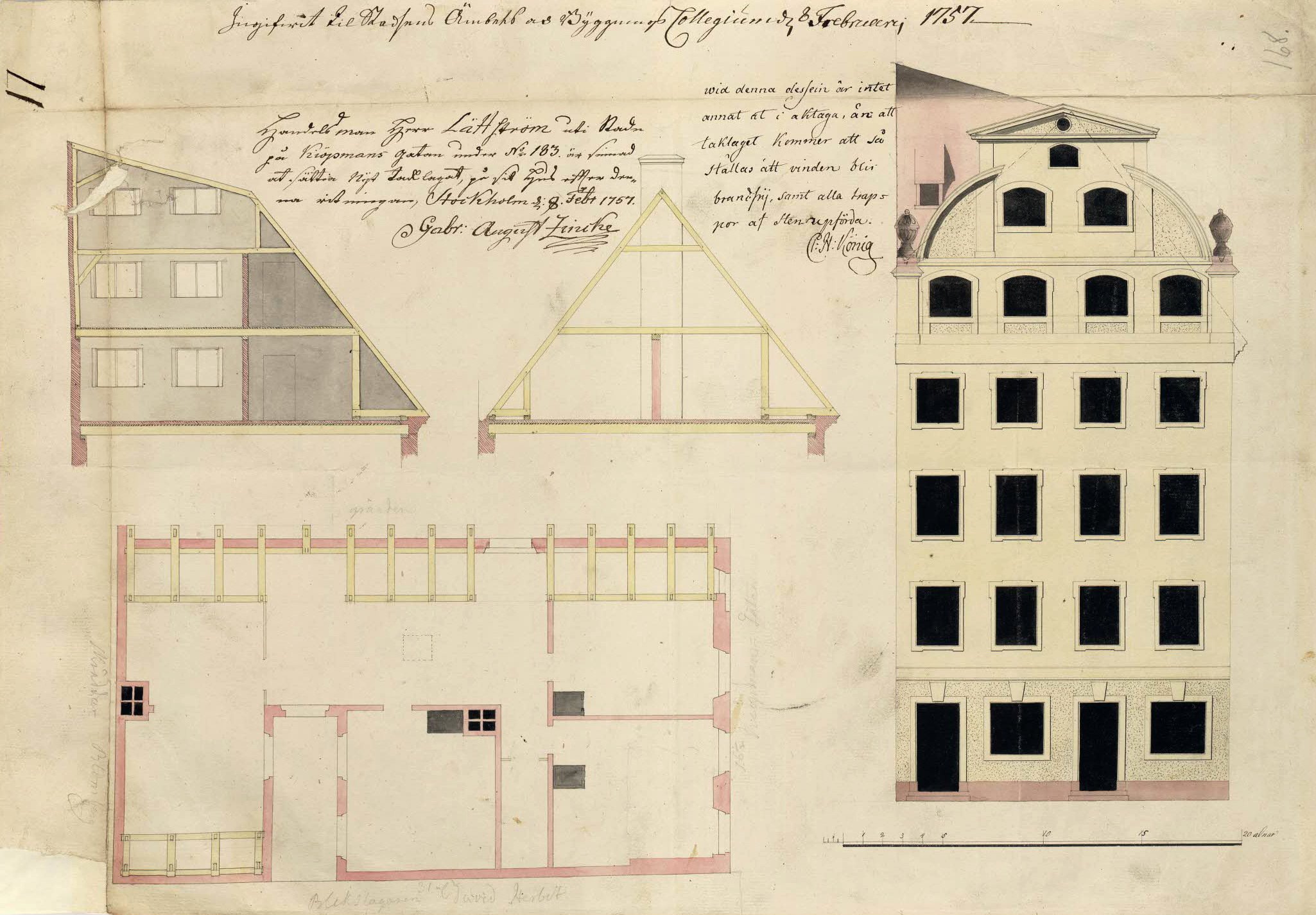
Ritning av murmästaren Gabriel August Zincke, 1757
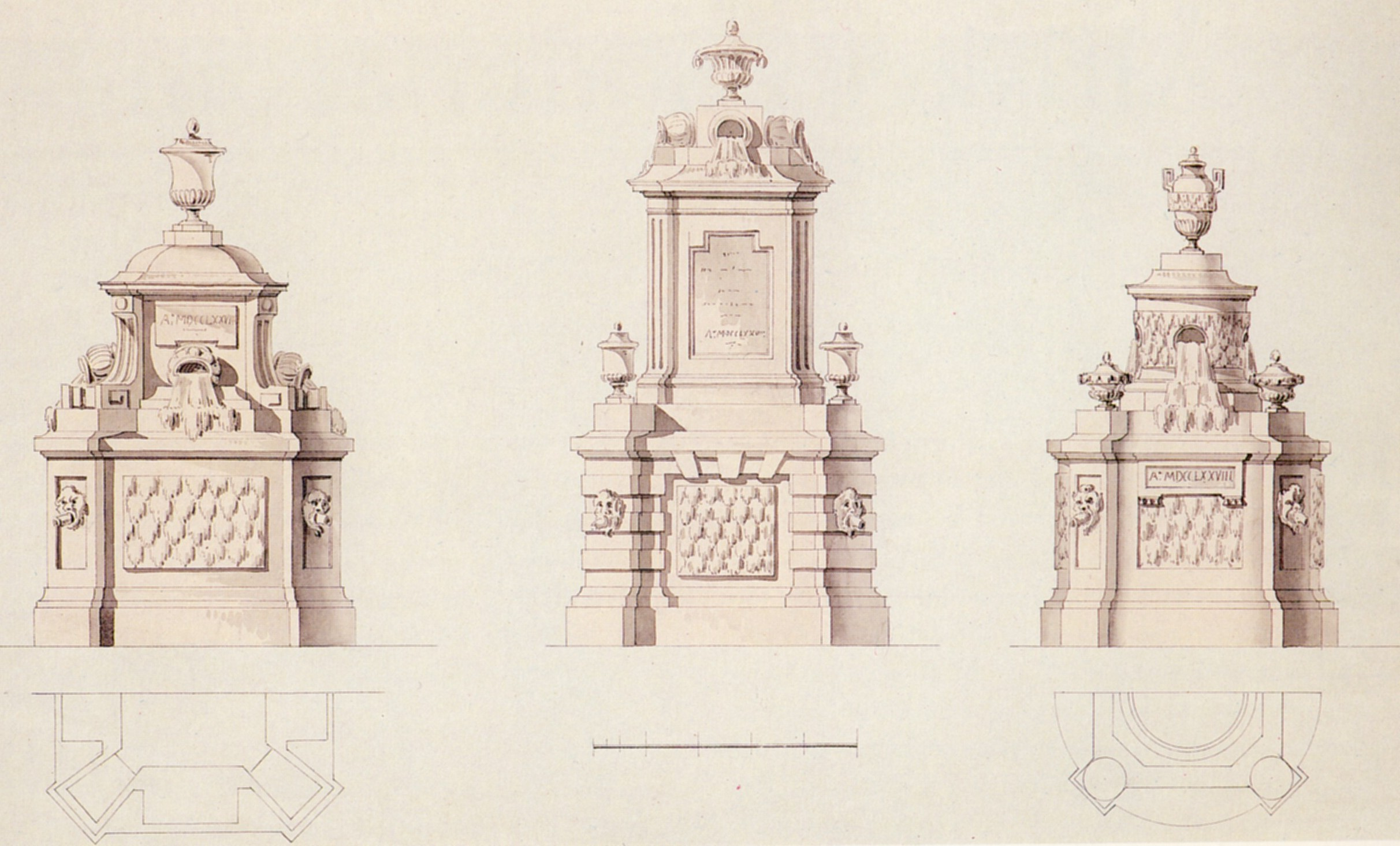
Stortorgsbrunnen, Erik Palmstedt, 1778
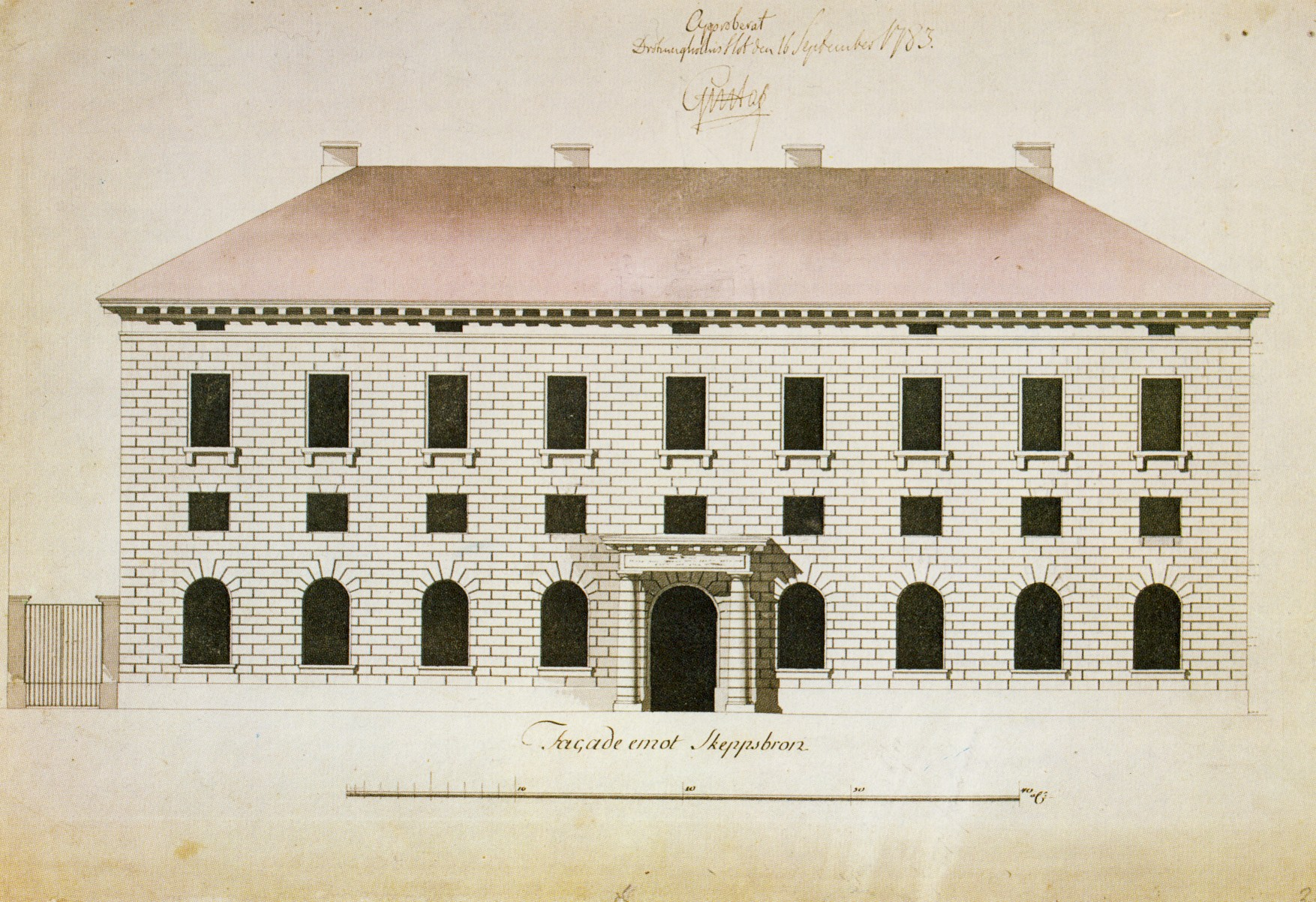
Tullhuset på Skeppsbron, Erik Palmstedt, 1778
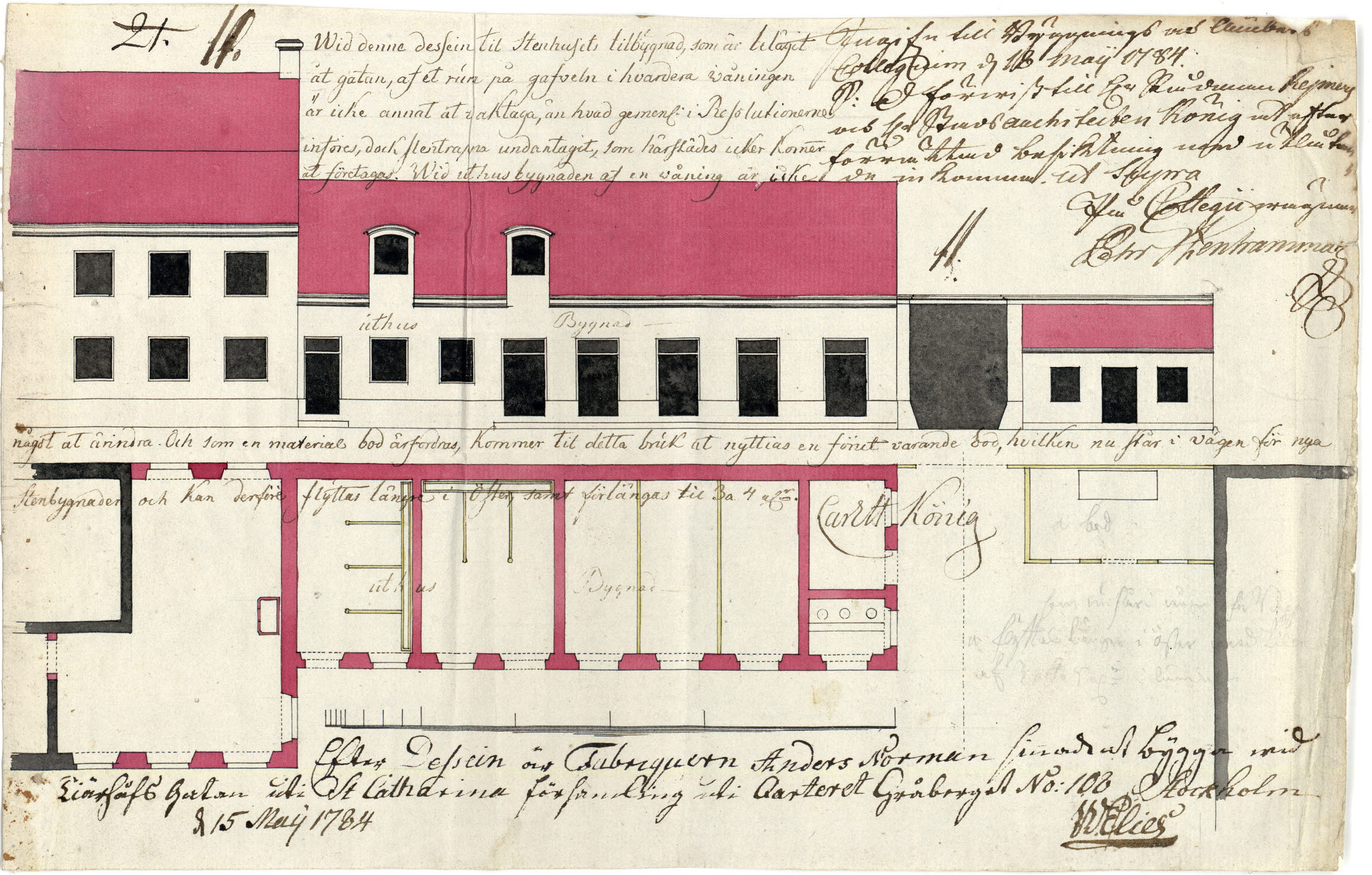
Ritning av murmästaren Johan Wilhelm Henric Elies, 1784